# 繖花李
繖花李是薔薇科李屬落葉灌木或喬木，也叫平原森林李（英語：flatwoods plum），分佈於美國東部以及德克薩斯。種加詞是的意思是繖形花序。

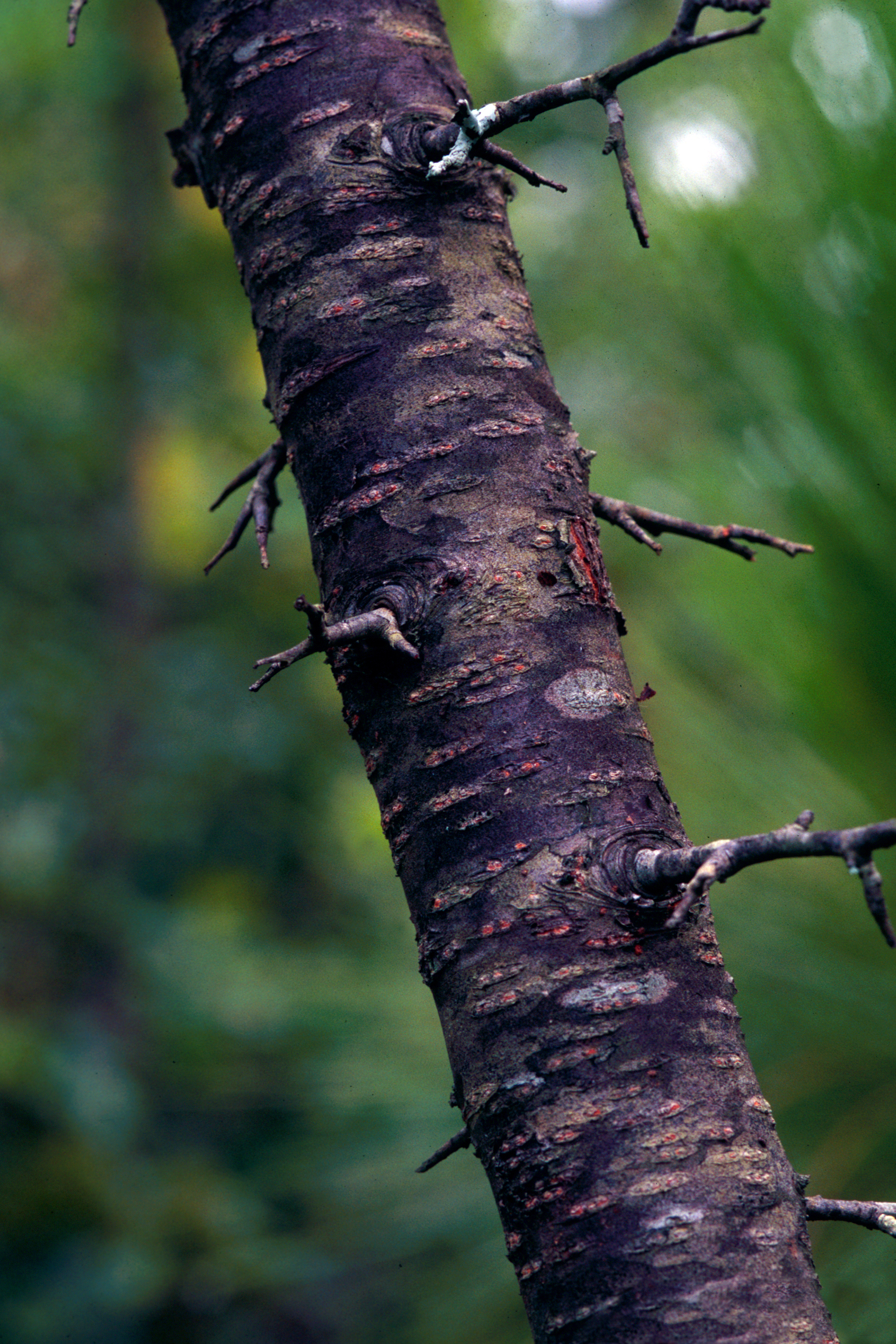
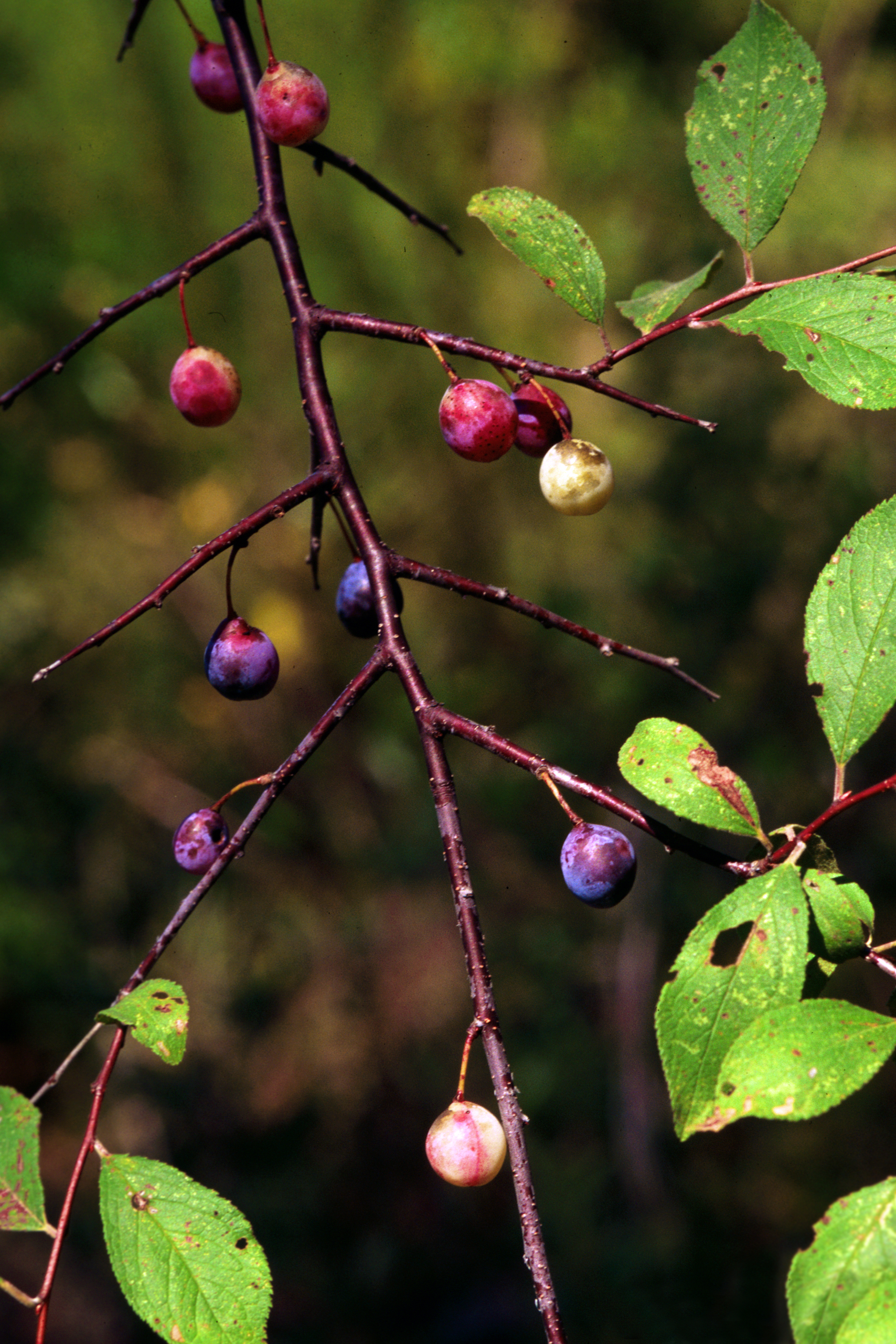